# Július Minka
Július Minka (7. února 1945 – 10. února 2021) byl slovenský a československý politik, po sametové revoluci poslanec Sněmovny lidu a Sněmovny národů Federálního shromáždění za Verejnosť proti násiliu, později za Hnutí za demokratické Slovensko.

## Biografie
Profesně byl k roku 1990 uváděn jako technik výpočetního střediska.
V lednu 1990 nastoupil jako bezpartijní poslanec (respektive za hnutí Verejnosť proti násiliu) v rámci procesu kooptací do Federálního shromáždění po sametové revoluci do Sněmovny lidu (volební obvod č. 158 - Trenčín, Západoslovenský kraj). Mandát obhájil ve svobodných volbách roku 1990 za VPN. Po rozkladu VPN přešel do Hnutí za demokratické Slovensko, za které byl ve volbách roku 1992 zvolen do slovenské části Sněmovny národů. Setrval zde až do zániku Československa v prosinci 1992.